# ماكس هايوارد (لاعب رغبي)
ماكس هايوارد (بالإنجليزية: Max Hayward) هو لاعب دوري الرغبي أسترالي، ولد في 1925 في Beaudesert, Queensland ‏ في أستراليا، وتوفي في 21 فبراير 2011.